# Штольцит
Штольцит — минерал тетрагональной системы. Химически представляет собой ортовольфрамат свинца, PbWO4. Встречается в Богемии (Циннвальд), Чили, Массачусетсе. Назван в честь Йозефа Штольца (Joseph Alexi Stolz), впервые описавшего его.
Крупные монокристаллы вольфрамата свинца используются в качестве сцинтилляторов  для регистрации и эффективной спектроскопии гамма-излучения, так как входящие в это соединение вольфрам и свинец имеют большие ядерные заряды.